# 岡山新幹線運転所
岡山新幹線運転所（おかやましんかんせんうんてんしょ）は、かつて岡山県岡山市北長瀬本町（現在の北区）にあった西日本旅客鉄道（JR西日本）福岡支社博多総合車両所管轄の山陽新幹線の車両基地である。現在は、博多総合車両所岡山支所になっている。

## 概要

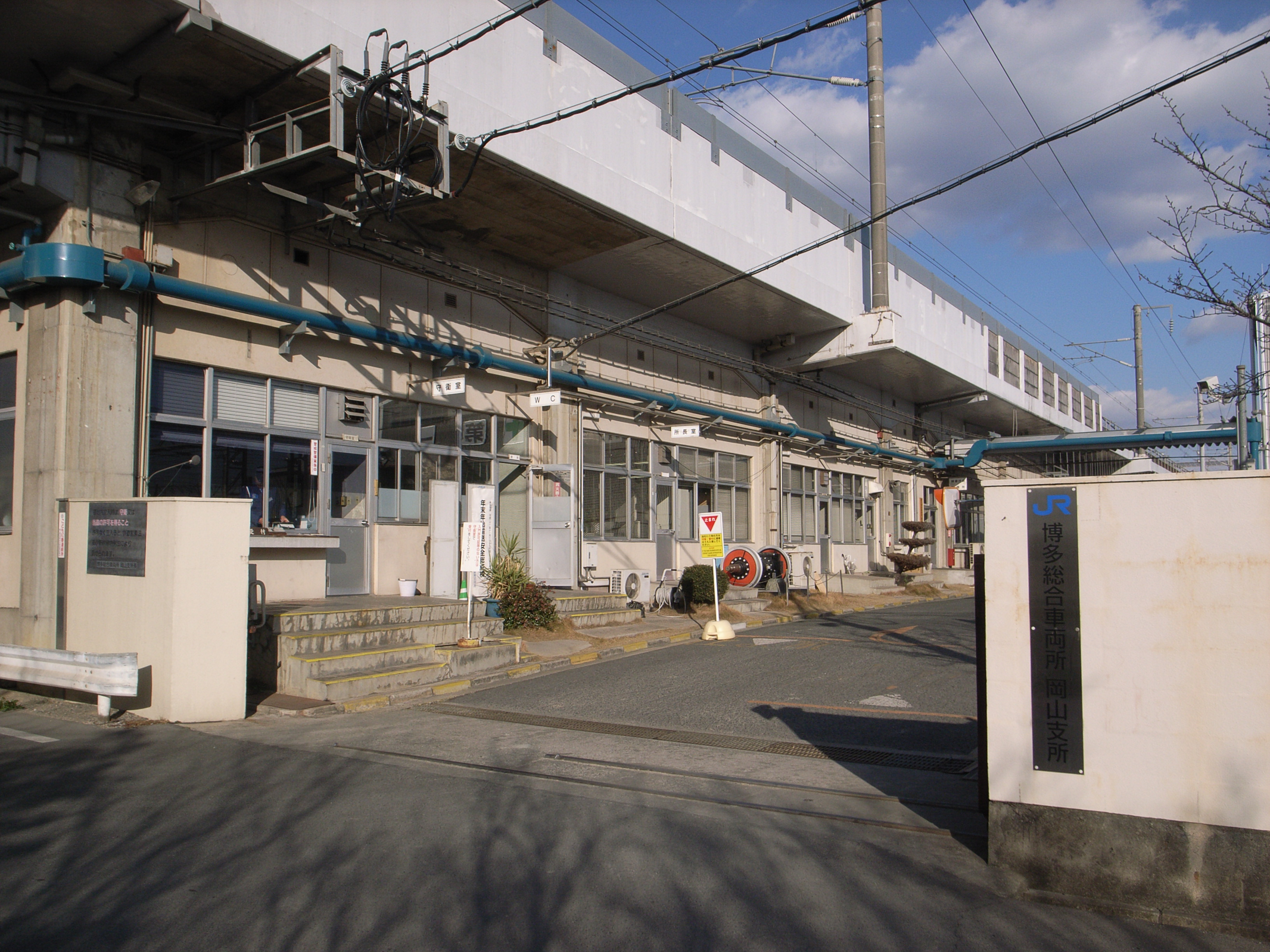
正門

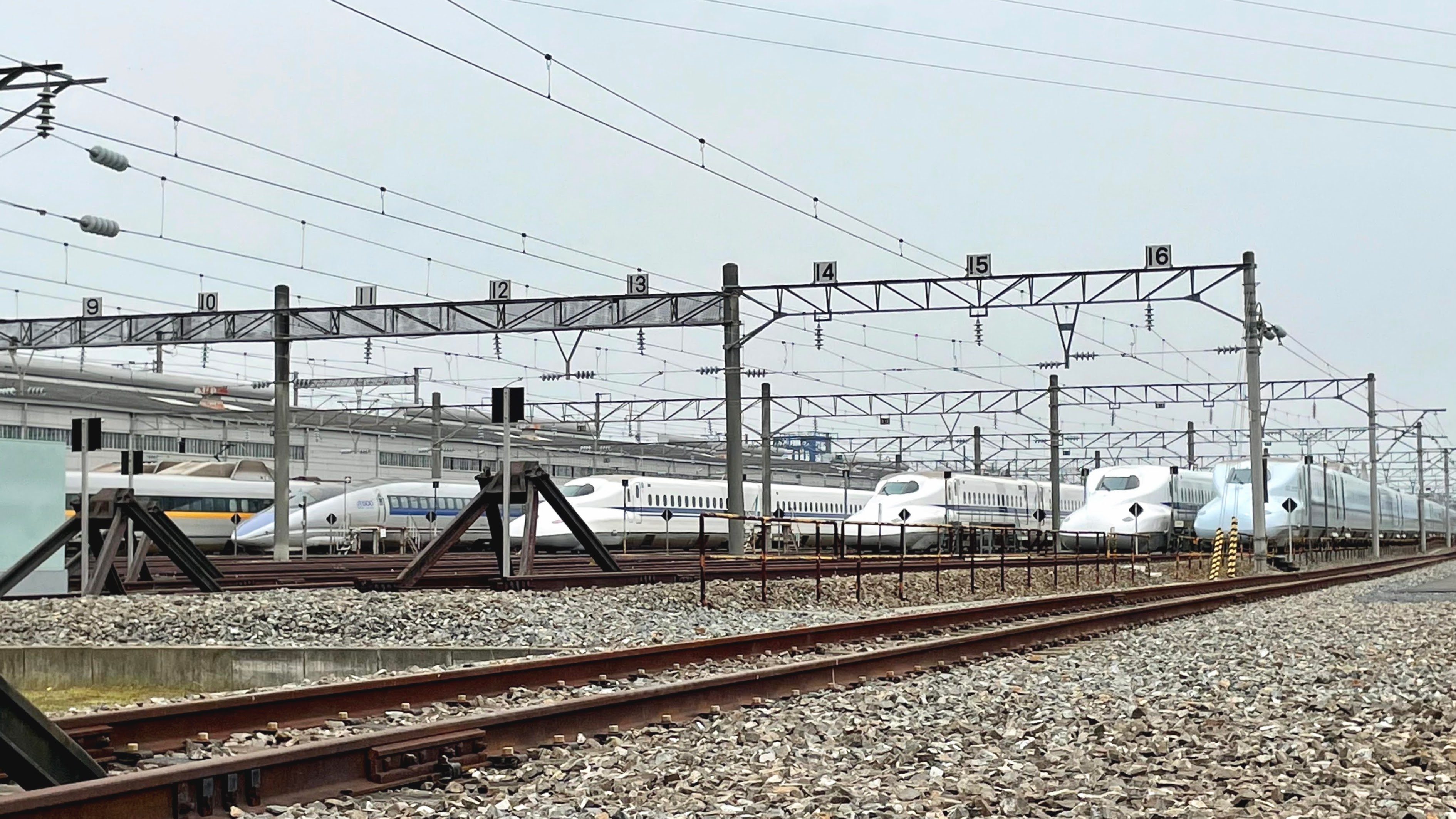
電留線

1972年3月の山陽新幹線新大阪駅 - 岡山駅間の開業にあわせて新設された。電留線4線、仕業検査線1線の設備を整えていたが、岡山開業時には既に岡山駅 - 博多駅間の建設も始まっていたので、当時の岡山着のすべての車両を収容できるほどの容量はなく、一部は大阪方面へ折り返して対応していた。1973年2月に電留線2線、仕業検査線1線、7月に電留線5線を増強した。
2006年に博多総合車両所と組織統合され、名称が博多総合車両所岡山支所に変更された。設備は全17線。現在、車両の配置はなく、主な業務は新幹線車両の仕業検査・臨時検査などである。
国鉄時代に大阪第一運転所の支所だった経緯から、民営化後に増設した部分を除いて土地が東海旅客鉄道（JR東海）からの借地となっている。

## イベント
「おかやま新幹線まつり」として一般公開が行われていたが、2005年4月25日に発生したJR福知山線脱線事故の影響で、その後の一般公開は中止されていた。しかし、2010年11月7日に「山陽新幹線ふれあいデー」として復活した。

## 沿革
- 1971年（昭和46年）9月10日：大阪運転所岡山支所として発足[5]。
- 1975年（昭和50年）1月20日：大阪第一運転所岡山支所に変更される[5]。
- 1987年（昭和62年）3月1日：岡山新幹線運転所に改称される[6]。
- 1987年（昭和62年）4月1日：国鉄分割民営化に伴い、西日本旅客鉄道（JR西日本）新幹線運行本部の管轄となる。
- 1988年（昭和63年）4月1日：組織改正に伴い、新幹線運行本部から岡山支社に移管される。
- 1997年（平成9年）5月6日：午前2時8分ごろ、入換中の車両（12両編成）が車止めを突破して脱線、その先の市道を横切りオーバーランする事故[7]。運転士の居眠り運転による信号冒進が原因とされる[8]。負傷者なし。
- 2002年（平成14年）7月1日：入換業務をJR西日本メンテックに委託[9]。
- 2006年（平成18年）6月23日：組織改正に伴い、岡山支社から福岡支社に移管され、博多総合車両所岡山支所になる[2]。